# 希爾峰 (沙克爾頓海岸)
希爾峰（英語：Heale Peak），是南極洲的山峰，位於沙克爾頓海岸，處於斯塔肖特冰川東岸，屬於測量員山脈的一部分，海拔高度1,340米，由新西蘭探險隊命名，現時由南極條約體系管理。